# The Bling Ring
Блинг Ринг (енгл. The Bling Ring) је филм из 2013. редитељке, сценаристкиње и продуценткиње Софије Кополе. Радња је инспирсана истинитом причом о групи тинејџера који су у периоду између октобра 2008. и августа 2009. опљачкали куће бројних познатих личности на подручју Калифорније. Имена стварних учесника у догађајима су измењена, а главне улоге тумаче Кејти Чанг, Израел Бросар, Ема Вотсон, Таиса Фармига и Клер Џулијен.

## Улоге
| Глумац         | Улога      |
| -------------- | ---------- |
| Кејти Чанг     | Ребека Ан  |
| Израел Бросар  | Марк Хол   |
| Ема Вотсон     | Ники Мур   |
| Таиса Фармига  | Сем Мур    |
| Клер Џулијен   | Клои       |
| Карлос Миранда | Роб        |
| Гавин Росдејл  | Рики       |
| Лесли Ман      | Лори Мур   |
| Џорџија Рок    | Емили Мур  |
| Парис Хилтон   | глуми себе |
| Кирстен Данст  | глуми себе |